# Ganda Iso
Ganda Izo é uma milícia songai e fula formada em 2009.

## Histórico
Ganda Izo foi formado em 2009 por ex-membros do Ganda Koy durante a rebelião tuaregue de 2007-2009. O grupo foi fundado por Seydou Cissé, que assume a liderança na ala política, enquanto o sargento Amadou Diallo, um sub-oficial do exército maliano, é encarregado do comando do ramo militar. No entanto, tensões opõem os dois homens em 2010, o primeiro acusando o segundo de ter cometido execuções sumárias contra civis.
Durante a Guerra do Mali, a milícia Ganda Izo montou um acampamento perto de Sévaré em março de 2012 e rapidamente reuniu 1.500 voluntários. Em 21 de julho, reagrupa-se com o Ganda Koy para formar a Coordenação dos Movimentos e Frente Patriótica de Resistência (CM-FPR).
De acordo com um relatório publicado em 30 de janeiro de 2013 pelo Gabinete do Alto Comissariado das Nações Unidas para os Direitos Humanos, o número de membros da milícia é estimado em 1 337, mal equipados, porém muito organizados. A presença de jovens menores de 18 anos no Ganda Izo também é relatada.
O movimento é particularmente hostil aos rebeldes tuaregues independentistas do Movimento Nacional de Libertação do Azauade (MNLA), porém é mais conciliatório em relação aos jihadistas. Em 2012, o líder do Ganda Izo, Ibrahim Dicko, disse: "Nosso problema era o MNLA, que queria criar um Estado no qual nós não reconhecemos. Os islamistas, por outro lado, são muçulmanos, como nós".